# ネメシス (ストラトヴァリウスのアルバム)
『ネメシス』(Nemesis)は、2013年2月22日に発売されたフィンランドのパワーメタルバンド・ストラトヴァリウスの14枚目のスタジオ・アルバムである。ドイツのエデル・ミュージック傘下のレーベル・イヤーミュージックからリリースされた。日本では、ビクターエンタテインメントから日本盤がリリースされた。2012年に脱退したドラマーのヨルグ・マイケルに代わり、ロルフ・ピルヴが加入して最初のアルバムとなった。このアルバムの発売は2012年11月24日に彼らの公式サイトで発表された。このアルバムからのファースト・シングルUnbreakableが2013年1月23日にYouTubeに掲載された。

## 背景とレコーディング
ソナタ・アークティカの元ギタリスト、ヤニ・リーマタイネンがNemesisにゲストとして参加し、"If the Story Is Over"や"Out of the Fog"では曲作りにも関与している。
ストラトヴァリウスはこのアルバムでオーケストラを採用する事を考えていたが、彼らは最後にはこの考えを諦めた。
このアルバムの題名はギタリストのマティアス・クピアイネンがマドリード＝バラハス空港で座っていた時に思い付いて、他のメンバーに提案した。この時には殆どの歌詞は既に書かれていた。イェンス・ヨハンソンによると、表紙に描かれている女性は救世主で、全てを破壊する者だという。

## 収録曲
| #         | タイトル                                                          | 作詞                               | 作曲                                       | 時間  |
| --------- | ----------------------------------------------------------------- | ---------------------------------- | ------------------------------------------ | ----- |
| 1.        | 「アバンダン / Abandon」                                          | ティモ・コティペルト               | マティアス・クピアイネン                   | 4:51  |
| 2.        | 「アンブレイカブル / Unbreakable」                                | クピアイネン、コティペルト         | クピアイネン                               | 4:37  |
| 3.        | 「スタンド・マイ・グラウンド / Stand My Ground」                  | クピアイネン、コティペルト         | クピアイネン                               | 4:14  |
| 4.        | 「ハルシオン・デイズ / Halcyon Days」                             | コティペルト                       | クピアイネン                               | 5:29  |
| 5.        | 「ファンタジー / Fantasy」                                        | ラウリ・ポラー                     | ポラー                                     | 4:19  |
| 6.        | 「アウト・オブ・ザ・フォグ / Out of the Fog」                     | コティペルト、ヤニ・リーマタイネン | コティペルト、リーマタイネン、クピアイネン | 6:58  |
| 7.        | 「キャッスルズ・イン・ジ・エアー / Castles in the Air」           | イェンス・ヨハンソン               | ヨハンソン                                 | 6:02  |
| 8.        | 「ドラゴンズ / Dragons」                                          | ヨハンソン                         | ヨハンソン                                 | 4:04  |
| 9.        | 「ワン・マスト・フォール / One Must Fall」                        | クピアイネン                       | クピアイネン                               | 4:27  |
| 10.       | 「イフ・ザ・ストーリー・イズ・オーヴァー / If the Story Is Over」 | リーマタイネン                     | リーマタイネン、コティペルト               | 6:06  |
| 11.       | 「ネメシス / Nemesis」                                            | コティペルト                       | クピアイネン                               | 6:33  |
| 合計時間: | 合計時間:                                                         | 合計時間:                          | 合計時間:                                  | 57:40 |

| #   | タイトル                      | 作詞                                 | 作曲         | 時間 |
| --- | ----------------------------- | ------------------------------------ | ------------ | ---- |
| 12. | 「ファイアボーン / Fireborn」 | ポラー                               | ポラー       | 4:45 |
| 13. | 「ハンター / Hunter」         | コティペルト、ペルットゥ・ヴァンスカ | クピアイネン | 3:27 |

| #   | タイトル                                                 | 作詞       | 作曲       | 時間 |
| --- | -------------------------------------------------------- | ---------- | ---------- | ---- |
| 14. | 「キル・イット・ウィズ・ファイアー / Kill It With Fire」 | ヨハンソン | ヨハンソン | 4:52 |

| #   | タイトル                                                   | 作詞   | 作曲   | 時間 |
| --- | ---------------------------------------------------------- | ------ | ------ | ---- |
| 15. | 「オールド・マン・アンド・ザ・シー / Old Man and the Sea」 | ポラー | ポラー | 4:11 |

## 順位
フィンランド #3, チェコ共和国 #12, 日本 #17, スイス #30, スペイン #32, ドイツ #41, スウェーデン #44, フランス #56, ノルウェー #56, オーストリア #62, カナダ #126
| 専門評論家によるレビュー | 専門評論家によるレビュー |
| レビュー・スコア         | レビュー・スコア         |
| 出典                     | 評価                     |
| ------------------------ | ------------------------ |
| about.com                | [ 6 ]                    |
| BW&BK                    | (8.5/10)                 |

## 参加ミュージシャン
ストラトヴァリウス
- ティモ・コティペルト (Timo Kotipelto) – ボーカル
- マティアス・クピアイネン (Matias Kupiainen) – ギター、ミキシング、プロダクション
- イェンス・ヨハンソン (Jens Johansson) – キーボード
- ロルフ・ピルヴ (Rolf Pilve) – ドラムス
- ラウリ・ポラー (Lauri Porra) – ベース

ゲスト参加
- ヤニ・リーマタイネン (Jani Liimatainen) – アコースティック・ギター、バッキング・ボーカル
- ヨアキン・ヨケラ (Joakin Jokela) - ホイッスル
- シャーク・フィンズ ("Shark Finns") - バッキング・ボーカル
  - スサナ・コスキ (Susana Koski)
  - アンナ・マリア・パルッキネン (Anna Maria Parkkinen)
  - アンナ＝マイヤ・ヤルケネン (Anna-Maija Jalkenen)
  - アクセラ・レロークス (Alexa Leroux)
  - ティペ・ヨンソン (Tipe Johnson)
  - ヘパ・ワーラ (Hepa Waara)
  - アリ・シエヴァラ (Ari Sievälä)
  - ヤメス・ラセッレス (James Lascelles)
  - ダネ・ステファニウク (Dane Stefaniuk)
  - コープ・アルポネン三世 (Koop Arponen III)

スタッフ
- ミカ・ユッシーラ (Mika Jussila) – マスタリング
- ペルットゥ・ヴァンスカ (Perttu Vänskä) - プロダクション・アシスタント
- カッレ・ケスキ＝オルヴォラ (Kalle Keski-Orvola) - プロダクション・アシスタント
- パーヴォ・クルケラ (Paavo Kurkela) - プロダクション・アシスタント
- ハヴァンチャク・ジュラ (Havancsák Gyula) - カバー・アート
- サンデル・ネベリング (Sander Nebeling) - レイアウト、パッケージ・コーディネイション